# Peter Sulzer
Peter Sulzer (* 1932 in Karlsruhe; † 18. Dezember 2019) war ein deutscher Architekt, Hochschullehrer und Autor.

## Leben
Nach dem Studium der Malerei an der Hochschule für bildende Künste Hamburg bei Kurt Kranz gehörte Peter Sulzer zur ersten Schülergeneration der legendären Bauhaus-Nachfolgeinstitution, der Hochschule für Gestaltung Ulm, und konnte somit bereits früh durch bedeutende Lehrer wie u. a. Max Bill, Josef Albers oder Johannes Itten einen Einblick in die Architektur-, Kunst- und Designgeschichte erlangen, was sich nachfolgend auf sein gesamtes Schaffen auswirken sollte. 1958/1959 diplomierte Sulzer als Architekt bei Egon Eiermann. Nach einem Stipendiumsaufenthalt in Paris 1959, wo er erstmals den Architekten und Designer Jean Prouvé kennenlernte, und nach einer USA-Reise im Jahr 1961 wurde er freischaffender Architekt und Dozent an der HfG Ulm, wo er vormals selbst lernte, bevor er als Professor für Architektur an die Universität Stuttgart berufen wurde, wo er 1969 bis 1997 lehrte. Später fungierte Sulzer neben seiner Tätigkeit als Autor vor allem als Ausstellungsmacher und Stiftungsvorsitzender der Stiftung Simonshof.

## Architektur
Neben seiner Tätigkeit als Professor verwirklichte Peter Sulzer zahlreiche Architekturprojekte, darunter auch eine Schule und ein Jugendhaus. Großes Interesse in der Öffentlichkeit und in den Medien fand das Bauhäusle in Stuttgart, ein bis heute von 30 Studierenden bewohntes Studentenwohnheim, das er zusammen mit seinem Kollegen Peter Hübner 1982 und gemeinsam mit über 200 Studenten nach dem Motto „Lernen durch Selberbauen“ verwirklichte. Dabei ließ er seinen Studenten viel Freiraum in der Planung und Gestaltung der einzelnen Zimmer, und auch heute ist das Bauhäusle stets im Wandel und ein Ort des sozialen Miteinanders.

## Stiftung Simonshof
2001 gründete Peter Sulzer gemeinsam mit seiner Frau, der Fotografin Erika Sulzer-Kleinemeier, die Stiftung Simonshof, die sich die Förderung von Kunst, Kultur, Bildung und der deutsch-französischen Zusammenarbeit zum Auftrag gemacht hat und in Einheit mit einem Museum für Gestaltung ihren Sitz im südpfälzischen Gleisweiler hat. Die Stiftung wurde in Erinnerung an den Sohn des Paares, den Designer Friedrich Sulzer (1962–2000), gegründet. Sie ist eine rechtsfähige öffentliche Stiftung des bürgerlichen Rechts und bietet Ausstellungen, Seminare und Workshops an.

## Tätigkeit als Autor
Neben diversen Buchveröffentlichungen über Architekturtheorie und Bauingenieurwesen machte sich Peter Sulzer einen Namen als der weltweit führende Experte für das Werk des französischen Architekten und Designers Jean Prouvé. In zahlreichen Publikationen analysierte Sulzer das Leben und Werk des Designers und macht die Ergebnisse einem internationalen Publikum bekannt. Vortragsreisen führten ihn u. a. nach Tokio, Helsinki, Paris, London und in viele weitere Städte.

## Bibliografie (Auswahl)
- Jean Prouvé, Peter Sulzer, Erika Sulzer-Kleinemeier: Jean Prouve. The Complete Works 1917-1933 (1923-1933). Wasmuth Verlag, 1995.
- Peter Sulzer, Erika Sulzer-Kleinemeier: Jean Prouve. Highlights 1917-1944. Birkhäuser Verlag, Basel 2002.
- Peter Sulzer: Jean Prouvé. Oeuvre complète / Complete works. Birkhäuser Verlag, Basel 2000.
- Peter Sulzer: Jean Prouvé. Oeuvre complète / Complete works Vol. 1: 1917-1933. Birkhäuser Verlag, Basel 1999.
- Peter Sulzer: Jean Prouvé. Oeuvre complète / Complete works Vol. 2: 1934-1944. Birkhäuser Verlag, Basel 1999.
- Live projects in the teaching of architectural technology. Lehrstuhl I für Baukonstruktion und Entwerfen der Universität Stuttgart, Stuttgart 1984.
- Peter Sulzer: Wohnungsbau-Konsortien. Bundesministerium für Raumordnung, Bauwesen und Städtebau, Bonn-Bad Godesberg 1979.
- Planungs- und Vergabeverfahren im industrialisierten Bauen. (Wolfgang Ehrlinger) 2., leicht veränderte Auflage, Institut für Baukonstruktion der Universität Stuttgart, Stuttgart 1975.
- Selbstbau-Prozesse. Sonderforschungsbereich 230 der Universität Stuttgart, o. J.
- Peter Sulzer: Forschungsvorhaben Weiterentwicklung des Klassifikations- und Codierungssystems BRD. Institut für Baukonstruktion, Lehrstuhl 1, Universität Stuttgart, o. J.

## Sonstige Publikationen (Auswahl)
- Probleme bei der »Entsorgung« unserer Bauwerke. in: Deutsches Architektenblatt (DAB) 1991, Heft 3.
- Die »Ecke« in der Architektur. Essay in 18 Bildern. in: Deutsches Architektenblatt (DAB) 1989, Heft 4.
- Kleine Bauten für Auto, Bus und Bahn von Jean Prouvé (1901-1984). in: arch+ Der Teufel steckt im Detail, 1986–1987.
- Lebenslang für die »grosse Sache«: Ernst May 27. Juli 1886-11. September 1970. in: Bauwelt 1986, Nr. 28.
- Laudatio für Renzo Piano. in: Bauwelt 1990, Nr. 27.
- Pershing-II-Raketen in  der Pfalz, in: Friedens- und Begegnungsstätte, Mutlangen (Hrsg.): Mutlanger Erfahrungen. Erinnerungen und Perspektiven. (Mutlanger Texte; Nr. 13) Mutlangen 1994, S. 18–20.